# 윤채
지현수(1980년 8월 6일 ~ )는 대한민국의 솔로 키보디스트 및 작곡가 겸 드라마 음악 감독이다. 본명은 주윤채이다. 대한민국의 록 밴드 N.EX.T에서 5.5집 "ReGame?" 때부터 참여해 키보드를 담당하였다. 탤런트 지현우의 친형이기도 하다. 현재 프로시마 뮤직 소속으로 새롭게 활동을 준비 중이며, 서울예술종합전문학교에서 실용음악예술학부 겸임교수를 맡고 있다. 그리고 국내 활동과 더불어 해외 활동도 함께 할 예정이다.

## 음반
- 2015년 EP 《First Mover》

## 활동

### 드라마
- KBS 《결혼 이야기》 (2003~2004) 음악감독
- KBS 《드라마시티》 (2003~2005) 음악감독
- KBS 《두번째 프로포즈》 (2004) 음악감독
- SBS 《남과여》 (2004) 음악감독
- SBS 《불량 주부》 (2005) 음악참여
- KBS 《해신》 (2005) 음악참여
- SBS 《패션 70's》 (2005) 음악참여
- SBS 《당신의 천국》 (2010) 음악감독/배우
- SBS 《부탁해요 캡틴》 (2012) 음악감독 / 오사카에 이송되는 살인범 승객 역
- SBS 《떴다! 패밀리》 (2015) 음악감독

### 뮤지컬
- 《담배가게 아가씨》, 《진짜진짜 좋아해》 음악감독 및 작곡 편곡

### 영화 및 광고음악
- 영화 《쏜다》, 《D-War》 헌정앨범 및 작곡, 편곡
- SK Telecom, 밀리오레 등 작곡, 편곡

### 오케스트라 협연
- Ford Amphitheatre, Hollywood CA N.EX.T World Tour in U.S.A
- Symphonic N.EX.T with London Royal Philharmonic Orchestra
- 3회 협연 at 대구,부산 BEXCO 및 서울 잠실 주경기장
- 인씨엠 Orchestra with 지현수 협연 at 베어홀
- 아모르 필하모닉 Orchestra with 지현수 협연 at 청도 야외음악당
- 불가리아 파자르지크 Orchestra with 지현수 협연 at 장천아트홀
- 아모르 필하모닉&루마니아 Orchestra with 지현수 협연 at 서울 시청 광장
- 아모르 필아모닉 with 지현수 협연 at 예술의 전당 콘서트홀
- 2016년 5월 구미호의 봄 365명의 현악단과 협연 (기네스북 도전)
- 그 외 공연 활동 및 음악감독
- 담배가게 아가씨, 록키호러쇼, 그리스, 결혼 등 뮤지컬 배우 활동
- 업타운, Y2K, 이브, 부활, MC.the.max, 린, The Nuts, 김경호
- 이승철, PSY 등 다수의 방송 활동과 콘서트 세션 및 앨범 녹음 참여

## 수상
- 1회 Korg 뮤직 콘테스트 대상
- 수상곡 Dream in the dark(지현수 작,편곡) 오케스트라 협연